# Gvozdac
Gvozdac (en serbe cyrillique : Гвоздац) est un village de Serbie situé dans la municipalité de Bajina Bašta, district de Zlatibor. Au recensement de 2011, il comptait 521 habitants.

## Démographie
| 1948 | 1953  | 1961  | 1971 | 1981 | 1991 | 2002 | 2011 |
| ---- | ----- | ----- | ---- | ---- | ---- | ---- | ---- |
| 994  | 1 049 | 1 062 | 980  | 841  | 708  | 642  | 521  |

|  |